# Darreluoppal
Darreluoppal, enligt tidigare ortografi Tarraluoppal, är en sjö i Jokkmokks kommun i Lappland och ingår i Luleälvens huvudavrinningsområde. Sjön har en area på 0,295 kvadratkilometer och ligger 693 meter över havet. Darreluoppal ligger i Padjelanta Natura 2000-område. Sjön avvattnas av vattendraget Darreädno.

## Delavrinningsområde
Darreluoppal ingår i det delavrinningsområde (745461-155884) som SMHI kallar för Utloppet av Tarraluoppal. Medelhöjden är 973 meter över havet och ytan är 13,87 kvadratkilometer. Räknas de 8 avrinningsområdena uppströms in blir den ackumulerade arean 123,42 kvadratkilometer. Darreädno som avvattnar avrinningsområdet har biflödesordning 2, vilket innebär att vattnet flödar genom totalt 2 vattendrag (Lilla Luleälv, Luleälven) innan det når havet efter 348 kilometer. Avrinningsområdet består mestadels av kalfjäll (97 procent). Avrinningsområdet har 0,3 kvadratkilometer vattenytor vilket ger det en sjöprocent på 2,1 procent.